# Giuseppe Maria Sciacca
Giuseppe Maria Sciacca (Messina, 1912 – Palermo, 1995) è stato un filosofo italiano.
Allievo e assistente a Palermo di Antonio Renda, Sciacca volse il suo interesse verso la filosofia kantiana, tema a cui dedicò un primo lavoro nel 1945, La funzione della libertà nella formazione del sistema kantiano a cui fece seguito, nel 1963, il saggio L'idea della libertà. Fondamento della coscienza etico-politica, che riproduceva, in appendice, la memoria del 1945.
Professore Emerito di Storia della filosofia presso la Facoltà di Lettere dell'Università di Palermo, è stato presidente della Società filosofica italiana
Autore di numerosi saggi, il filosofo si è espresso attraverso una ricca bibliografia. 

## Opere
- (a cura di) Filosofi che si confessano, Guido D'Anna editore, Messina, 1948
- Il fondamento della sterēsis nella "Filosofia dell'azione", Accademia di Scienze, Lettere ed Arti, Palermo, 1949;
- Il concetto di tiranno, dai greci a Coluccio Salutati, U. Manfredi editore Palermo, 1953;
- La visione della vita nell'Umanesimo e Coluccio Salutati, Palermo 1954
- Politica e vita spirituale, ed. Palumbo, Palermo, 1955;
- Gli Dei in Protagora, ed. Palumbo, 1958;
- Esistenza e realtà in Husserl, ed. Palumbo, Palermo, 1960;
- Esistenza e realtà, Palermo, 1962;
- L'Idea della libertà in Kant. Fondamento della coscienza etico-politica, ed. Palumbo, Palermo, 1963;
- Scetticismo cristiano, ed. Palumbo, Palermo, 1968;
- Ritorno alla saggezza, ed. Palumbo, Palermo, 1971;
- L'uomo senza Adamo, ed. Palumbo, 1976;
- Sapere e alienazione, ed. Palumbo, Palermo, 1981;
- Il Segno, quel Segno, ed. Cappelli, Bologna 1987.